# Ukryty tekst
Ukryty tekst (ang. hidden text) – praktyka polegająca na wstawianiu niewidocznego w przeglądarkach WWW tekstu do zawartości dokumentu (X)HTML celem zmylenia robota indeksującego strony. Dla osiągnięcia wysokiej pozycji w wynikach wyszukiwania pod hasłami związanymi z tematyką witryny wstawia się powtarzające słowa kluczowe w różnym kontekście frazowym, przez co analizator treści uzna je za "zwykłą" treść strony. (Zwykłe, wylistowanie słów kluczowych z powtórzeniami może dać efekt odwrotny - tj. uznanie tekstu za bełkot propagandowy). Identyczna metoda dotyczy wstawiania popularnych słów kluczowych zupełnie nie związanych z tematem witryny (np.: "sex", "gry java", "darmowe mp3").

## Technologia
Za czasów HTML 4.0 najczęściej stosowano formatowanie tekstu:
- czcionka w kolorze tła (<font color=#FFFFFF> ... </font>)
- czcionka mikroskopijnych rozmiarów (<font size=1> ... </font>)

Metody uwzględniające CSS i atrybuty nowoczesnych dokumentów XHTML:
- element tekstowy z atrybutem CSS np. <p style="visibility: hidden;"> ... </p>, bądź odpowiednio display: none
- bezsensowny (z punktu widzenia poprawności opisu treści) element graficzny <img /> zawierający tekst alternatywny wypełniony słowami kluczowymi.

Większą efektywność daje zawarcie słów kluczowych w różnych kontekstach zdaniowych, np. dla słowa "komórka":
```
<div style="display: none;">
 <h1>Komórka, komórki</h1>
 <p>
  Ta komórka, obok komórki, kapcie komórkom. Litwo ojczyzno moja z komórki - ile cię trzeba cenić 
w komórce.
 </p>
</div>

```

Dla algorytmu pozycjonującego (który nie posiada zaawansowanych metod analizy tekstu) ten kod wygląda na część wartościowej treści z dużą liczbą wystąpień słowa "komórka".

## Etyka pozycjonowania
Metoda niewidzialnego tekstu postrzegana jest przez wielu ekspertów SEO jako nieetyczna. Narusza również regulaminy wielu serwisów wyszukiwawczych, jest więc tym samym spamem wyszukiwarkowym. Witryna wyszukiwarki Google pozwala na zgłoszenie stron WWW, które stosują tę metodę.